# Суха Кобилка
Суха Кобилка (рос. Б. Сухая Кобылка) — балка (річка) в Україні у Сватівському районі Луганської області. Права притока річки Кобилка (басейн Азовського моря).

## Опис
Довжина балки приблизно 8,19 км, найкоротша відстань між витоком і гирлом — 7,38  км, коефіцієнт звивистості річки — 1,11 . Формується багатьма балками та загатами.

## Розташування
Бере початок у селі Куземівка. Тече переважно на північний схід і у селі Наугольне впадає у річку Кобилку, праву притоку річки Красної.

## Цікаві факти
- Біля витоку балки на західній стороні на відстані приблизно 1,5 км розташовані залізнична станція Куземівка та автошлях Р07[2] (Починається в місті Чугуїв, проходить через смт Малинівка E40 М03, села Коробочкине, Дослідне, смт Шевченкове Т 2110, села Первомайське, Грушівка, місто Куп'янськ Р79, села Кучерівка, Петропавлівка, селище Новоселівське, село Куземівка, Р66, місто Сватове Т 1307Т 1312, села Містки, Калмиківка, Левадне, Підгорівка, місто Старобільськ Т 1313Т 1302Т 1308Н21, села Оріхове, Євсуг, смт БіловодськТ 1314, села Стрільцівка, Новострільцівка, Зарічне, Великоцьк і закінчується в смт МіловеТ 1307 на кордоні з Росією.).